# Hagerstown (Maryland)
Hagerstown er en amerikansk by og admistrativt centrum i det amerikanske county Washington County, i staten Maryland. Byen har 43.527(2020) indbyggere.